# Parathelypteris chinensis
Parathelypteris chinensis là một loài thực vật có mạch trong họ Thelypteridaceae. Loài này được (Ching) Ching mô tả khoa học đầu tiên năm 1963.